# 덕창 진씨
덕창 진씨(德昌陳氏)는 평안북도 박천군을 본관으로 하는 한국의 성씨이다. 시조는 고려에서 사재사경(司宰寺卿)을 지낸 진역승(陳力升)이다.

## 참고 자료
- “덕창진씨(德昌陳氏)”. 뿌리를 찾아서.[깨진 링크(과거 내용 찾기)]